# 浙江省杭州第二中学

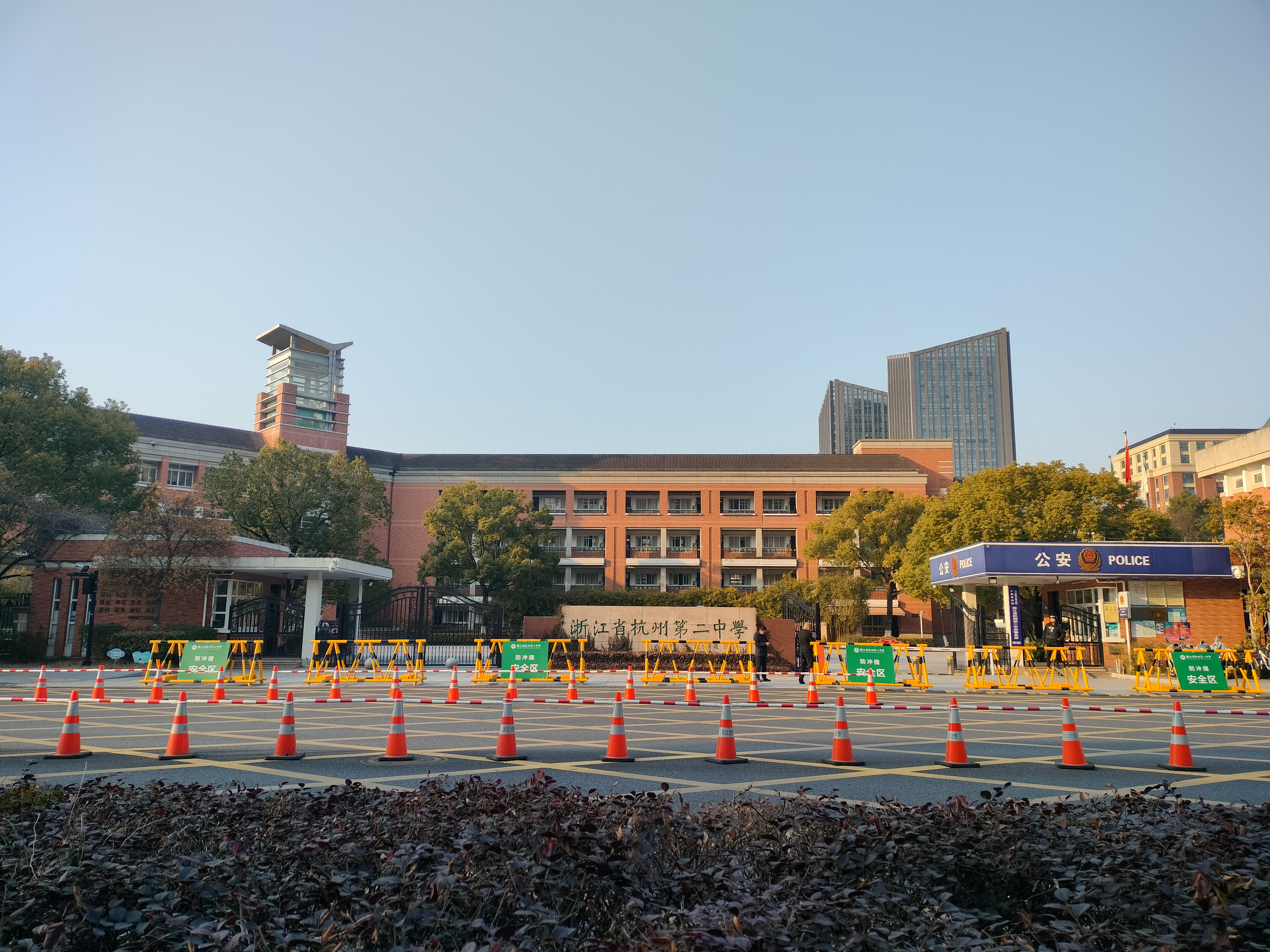
滨江主校区南大门

东河校区西大门

浙江省杭州第二中学，简称杭二中，是杭州最早的现代班级授课制学校之一，前身为1899年由美国传教士甘惠德创建的私立蕙兰中学和1940年由原浙江大学校长竺可桢先生创办的国立浙江大学附属中学。现主校区滨江校区校址位于杭州市滨江区东信大道76号，它是杭州中考录取分数最高的高中。

## 学校历史
杭州二中为历史文化名城杭州建立较早的现代中学之一。其前身为私立蕙兰中学和西迁时期的国立浙江大学附属中学。蕙兰中学创办于1899年，由美国基督教北浸礼会差会传教士甘惠德（W.S.Sweet）创立；西迁浙大附中创办于1940年，创办人为著名科学家和教育家胡家健教授，胡家健担任首任校长。浙大附中第一届毕业生30余人参加教育部统考，平均成绩就获得第一名。
1951年8月，两校在蕙兰中学原址合并，改称现名。1953年，列为杭州市重点中学；1963年，成为浙江省教育厅直属实验中学；1978年，被定为浙江省重点中学；1980年，经省政府批准，列入首批办好的浙江省18所重点中学之一。1995年，经省教委考核评估，被认定为浙江省一级重点中学；2014年，被评为浙江省首批一级普通高中特色示范学校。
由于近年来该校快速扩张，2001年主校区搬迁至钱塘江对岸滨江区西部，是为滨江校区。2019年，在萧山区振宁路1508号建立杭州第二中学钱江学校并开始招生。目前杭州二中共有三个校区（滨江校区、东河校区和钱江学校）。

## 知名校友
- 教育家胡家健
- 教育家陈鹤琴
- 作家陆蠡
- 翻译家、散文家冯亦代
- 体育教育家宋君复
- 画家董希文
- 画家吴山明
- 中央乐团作曲家刘庄
- 园林建筑学家陈从周
- 东北抗联将领冯仲云
- 化学家苏元复
- 水利专家钱宁
- 材料物理学家周本濂
- 环保专家金鉴明
- 航天航空软件专家何新贵
- 计算机科学家俞华程

## 教育成果
在高考方面，2017年，该校清华北大录取人数51人，浙大以上12所名校录取率62%，985高校录取率85%，居全省第一。此外，每年还有数十名毕业生被哈佛大学、麻省理工学院、牛津大学、剑桥大学等世界名校录取。

## 现任校长
- 蔡小雄

## 参看
- 蕙兰中学堂旧址
- 杭州学军中学
- 杭州高级中学
- 杭州第十四中学
- 杭州第四中学
- 浙江大学附属中学
- 杭州市长河高级中学
- 杭州师范大学附属中学